# Sherman (Texas)
Sherman ist eine Stadt im Bundesstaat Texas in den Vereinigten Staaten. Die Stadt liegt nördlich von Dallas und unweit des Bundesstaates Oklahoma. Sie ist der Verwaltungssitz des Grayson County. Das U.S. Census Bureau hat bei der Volkszählung 2020 eine Einwohnerzahl von 43.645 ermittelt.

## Geschichte
1846 gründeten die Commissioners des ebenfalls im gleichen Jahr geschaffenen Grayson County den Ort. Dies geschah circa vier Meilen westlich des heutigen Stadtzentrums. Aufgrund von Wasser- und Holzknappheit wurde die Stadt aber schon 1848 an die heutige Stelle verlegt.
Die Stadt ist benannt nach General Sidney Sherman, einem bedeutenden Anführer der texanischen Armee während des Texanischen Unabhängigkeitskrieges.
In Sherman lebte und starb Olive Oatman, die als Kind von Indianern verschleppt worden war.

## Wirtschaft und Infrastruktur

### Verkehr
Sherman wird von zwei United States Highways bedient, dem in Nord-Süd-Richtung verlaufenden U.S. Highway 75 und dem in Ost-West-Richtung verlaufenden U.S. Highway 82.
Südöstlich des Stadtgebietes liegt der Sherman Municipal Airport (ICAO: KSWI).

### Bildung
Sherman ist Sitz des Austin Colleges mit circa 1300 Studenten.

## Söhne und Töchter der Stadt
- Arizona Dranes (1889/1891–1963), Blues- und Gospel-Sängerin und Pianistin
- Charles Winstead (1891–1973), FBI-Agent
- Bess Flowers (1898–1984), Filmschauspielerin
- Teddy Buckner (1909–1994), Trompeter und Sänger des Dixieland
- Buck Owens (1929–2006), Country-Musiker und -sänger, Songwriter und Musikmanager
- Miller Barber (1931–2013), Golfspieler, lebte zwischen 1958 und 2004 in Sherman
- Richard Steadman (1937–2023), Chirurg
- Sherri Howard (* 1962), Sprinterin
- Denean Howard (* 1962), Sprinterin
- Hunter Smith (* 1977), American-Football-Spieler